# Sarıdayı, Pazaryeri
Sarıdayı là một xã thuộc huyện Pazaryeri, tỉnh Bilecik, Thổ Nhĩ Kỳ. Dân số thời điểm năm 2011 là 198 người.